# 威廉·H·克劳福德
威廉·哈里斯·克劳福德（英語：William Harris Crawford，1772年2月24日—1834年9月15日），美国政治家，美国民主-共和党成员，曾任美国参议员（1807年-1813年）、美国战争部长（1815年-1816年）和美国财政部长（1816年-1825年）。
| 前任： 亚历山大·J·达拉斯 | 美国财政部长 1816年-1825年 | 繼任： 理查德·拉什     |
| 前任： 詹姆斯·门罗       | 美国战争部长 1815年-1816年 | 繼任： 约翰·C·卡尔霍恩 |